# Eiskunstlauf-Europameisterschaften 1966
Die 58. Eiskunstlauf-Europameisterschaften fanden vom 1. bis 5. Februar 1966 in Bratislava statt.

## Ergebnisse

### Herren
| Platz | Sportler              | Land                   |
| ----- | --------------------- | ---------------------- |
| 1     | Emmerich Danzer       | Österreich             |
| 2     | Wolfgang Schwarz      | Österreich             |
| 3     | Ondrej Nepela         | Tschechoslowakei       |
| 4     | Patrick Péra          | Frankreich             |
| 5     | Robert Dureville      | Frankreich             |
| 6     | Ralph Borghard        | DDR                    |
| 7     | Giordano Abbondati    | Italien                |
| 8     | Marian Filc           | Tschechoslowakei       |
| 9     | Peter Krick           | BR Deutschland         |
| 10    | Günter Anderl         | Österreich             |
| 11    | Waleri Meschkow       | Sowjetunion            |
| 12    | Sergei Tschetweruchin | Sowjetunion            |
| 13    | Jenő Ébert            | Ungarn                 |
| 14    | Reinhard E. Ketterer  | BR Deutschland         |
| 15    | Malcolm Cannon        | Vereinigtes Königreich |
| 16    | Zdzisław Pieńkowski   | Polen                  |
| 17    | Hans-Jürg Studer      | Schweiz                |
| 18    | Jan Ullmark           | Schweden               |

### Damen
| Platz | Sportlerin            | Land                   |
| ----- | --------------------- | ---------------------- |
| 1     | Regine Heitzer        | Österreich             |
| 2     | Gabriele Seyfert      | DDR                    |
| 3     | Nicole Hassler        | Frankreich             |
| 4     | Hana Mašková          | Tschechoslowakei       |
| 5     | Dianne Peach          | Vereinigtes Königreich |
| 6     | Zsuzsa Almássy        | Ungarn                 |
| 7     | Sally-Anne Stapleford | Vereinigtes Königreich |
| 8     | Uschi Keszler         | BR Deutschland         |
| 9     | Elisabeth Mikula      | BR Deutschland         |
| 10    | Angelika Wagner       | BR Deutschland         |
| 11    | Beate Richter         | DDR                    |
| 12    | Elisabeth Nestler     | Österreich             |
| 13    | Pia Zürcher           | Schweiz                |
| 14    | Alena Augustová       | Tschechoslowakei       |
| 15    | Martina Clausner      | DDR                    |
| 16    | Micheline Joubert     | Frankreich             |
| 17    | Jelena Schtscheglowa  | Sowjetunion            |
| 18    | Rita Trapanese        | Italien                |
| 19    | Britt Elfving         | Schweden               |
| 20    | Denise Neanne         | Frankreich             |
| 21    | Sylvia Oundjian       | Vereinigtes Königreich |
| 22    | Elzbieta Koscik       | Polen                  |
| 23    | Anna-Maija Rissanen   | Finnland               |

### Paare
| Platz | Sportler                                  | Land             |
| ----- | ----------------------------------------- | ---------------- |
| 1     | Ljudmila Beloussowa / Oleg Protopopow     | Sowjetunion      |
| 2     | Tatjana Schuk / Alexander Gorelik         | Sowjetunion      |
| 3     | Margot Glockshuber / Wolfgang Danne       | BR Deutschland   |
| 4     | Tatjana Tarassowa / Georgi Proskurin      | Sowjetunion      |
| 5     | Irene Müller / Hans-Georg Dallmer         | DDR              |
| 6     | Gudrun Hauss / Walter Häfner              | BR Deutschland   |
| 7     | Sonja Pfersdorf / Günter Matzdorf         | BR Deutschland   |
| 8     | Heidemarie Steiner / Heinz-Ulrich Walther | DDR              |
| 9     | Brigitte Weise / Michael Brychcy          | DDR              |
| 10    | Monique Mathys / Yves Aellig              | Schweiz          |
| 11    | Gerlinde Schönbauer / Wilhelm Bietak      | Österreich       |
| 12    | Mona Szabo / Pierre Szabo                 | Österreich       |
| 13    | Agnesa Wlachovská / Peter Bartosiewicz    | Tschechoslowakei |
| 14    | Maria Csordas / László Kondi              | Ungarn           |
| 15    | Evelyne Scharf / Ferry Dedovich           | Österreich       |
| 16    | Bohunka Weise / Jan Sramek                | Tschechoslowakei |
| 17    | Emanuele Gianoli / Michele Barbauan       | Italien          |
| 18    | Janina Poremska / Piotr Sczypa            | Polen            |
| 19    | Anci Dolenc / Mitja Sketa                 | Jugoslawien      |

### Eistanz
| Platz | Sportler                                | Land                   |
| ----- | --------------------------------------- | ---------------------- |
| 1     | Diane Towler / Bernard Ford             | Vereinigtes Königreich |
| 2     | Yvonne Suddick / Malcolm Cannon         | Vereinigtes Königreich |
| 3     | Jitka Babická / Jaromír Holan           | Tschechoslowakei       |
| 4     | Brigitte Martin / Francis Gamichon      | Frankreich             |
| 5     | Gabriele Matysik / Rudi Matysik         | BR Deutschland         |
| 6     | Janet Sawbridge / Jon Lane              | Vereinigtes Königreich |
| 7     | Ljudmila Pachomowa / Wiktor Ryschkin    | Sowjetunion            |
| 8     | Edith Mato / Károly Csanádi             | Ungarn                 |
| 9     | Annerose Baier / Eberhard Rüger         | DDR                    |
| 10    | Sylva Draisaitlová / Miroslav Gřešek    | Tschechoslowakei       |
| 11    | Heidi Metzger / Gerald Felsinger        | Österreich             |
| 12    | Christel Trebesiner / Herbert Rothkappl | Österreich             |
| 13    | Angelika Buck / Erich Buck              | BR Deutschland         |
| 14    | Susanna Carpani / Sergio Pirelli        | Italien                |
| 15    | Truus Gerardts / Ronald du Burck        | Niederlande            |
| 16    | Ilona Berecz / István Sugár             | Ungarn                 |